# JYJ
JYJ ist eine dreiköpfige südkoreanische K-Pop-Band der zweiten K-Pop-Generation, die aus ehemaligen Mitgliedern der Band TVXQ besteht.

## Geschichte
Wegen eines Rechtsstreits mit dem Musiklabel SM Entertainment, bei dem die Mitglieder von TVXQ unter Vertrag standen, gingen drei der Mitglieder andere Wege. Sie nannten sich nach ihren Vornamen Jaejoong/Yoochun/Junsu (JYJ) und versuchten zuerst in Japan mit Hilfe des Musiklabels Avex eine neue Karriere zu starten. Im September 2010 erschien ihre erste japanischsprachige EP The..., die in der ersten Woche die Spitze der Oricon Weekly Chart erreichte. Allerdings versagte ihnen Avex nach dieser Woche eine weitere Zusammenarbeit. Ihr englischsprachiges Debütalbum The Beginning erschien im Oktober 2010 bei Warner Korea. Die erste Singleauskopplung Ayyy Girl wurde von Kanye West produziert, dessen Stimme neben der des Gastkünstlers Malik Yusef auch darauf zu hören ist. Daneben wirkte der US-amerikanische Produzent Rodney Jerkins am Stück Empty mit. Anfang 2011 erschien ihre erste koreanischsprachige EP Their Rooms “Our Story”, gefolgt von dem koreanischsprachigen Album In Heaven, welches im Herbst erschien. Im Laufe ihrer dritten Tournee JYJ Worldwide Concert traten sie unter anderem in Nordamerika auf, aber auch im Berliner Tempodrom (November 2011) und als erste K-Pop-Idol-Gruppe in Chile (März 2012). 2012 kam zudem in Südkorea der Dokumentarfilm The Day über die Band in die Kinos. Anfang 2013 trat die Band neben Psy bei der Zeremonie zur Amtseinführung der südkoreanischen Präsidentin Park Geun-hye auf. Zudem gaben sie im April 2013 unter dem Titel The Return of the JYJ an drei aufeinander folgenden Tagen Konzerte im Tokyo Dome.

## Mitglieder
| Künstlername | Geburtsname            | Geburtsdatum (Alter)   | Position | Status  | Anmerkung                                             |
| ------------ | ---------------------- | ---------------------- | -------- | ------- | ----------------------------------------------------- |
| Jaejoong     | Kim Jae-joong (김재중) | 26. Januar 1986 (39)   | Leader   | Inaktiv | Eingezogen am 31. März 2015 (Dienstdauer 21 Monate)   |
| Yoochun      | Park Yoo-chun (박유천) | 4. Juni 1986 (39)      | Sänger   | Inaktiv | Eingezogen am 21. August 2015 (Dienstdauer 21 Monate) |
| Junsu        | Kim Jun-su (김춘수)    | 15. Dezember 1986 (38) | Sänger   | Aktiv   | —                                                     |

## Diskografie

### Studioalben
| Jahr | Titel         | Höchstplatzierung, Gesamtwochen, AuszeichnungChartplatzierungen (Jahr, Titel, Platzierungen, Wochen, Auszeichnungen, Anmerkungen) | Höchstplatzierung, Gesamtwochen, AuszeichnungChartplatzierungen (Jahr, Titel, Platzierungen, Wochen, Auszeichnungen, Anmerkungen) | Anmerkungen                                                              |
| Jahr | Titel         | KR | JP | Anmerkungen                                                              |
| ---- | ------------- | --- | --- | ------------------------------------------------------------------------ |
| 2010 | The Beginning | KR1 (19 Wo.)KR | — | Erstveröffentlichung: 14. Oktober 2010 Verkäufe: + 520.000               |
| 2011 | In Heaven     | KR1 (9 Wo.)KR | — | Erstveröffentlichung: 28. September 2011 Verkäufe KR: + 291.267          |
| 2014 | Just Us       | KR1 (36 Wo.)KR | — | Erstveröffentlichung: 29. Juli 2014 Verkäufe KR: + 168.836, JP: + 44.866 |

### EPs
| Jahr | Titel                   | Höchstplatzierung, Gesamtwochen, AuszeichnungChartplatzierungen (Jahr, Titel, Platzierungen, Wochen, Auszeichnungen, Anmerkungen) | Höchstplatzierung, Gesamtwochen, AuszeichnungChartplatzierungen (Jahr, Titel, Platzierungen, Wochen, Auszeichnungen, Anmerkungen) | Anmerkungen                                                    |
| Jahr | Titel                   | KR | JP | Anmerkungen                                                    |
| ---- | ----------------------- | --- | --- | -------------------------------------------------------------- |
| 2010 | The...                  | — | JP1 Gold · (11 Wo.)JP | Erstveröffentlichung: 8. September 2010 Verkäufe JP: + 174.980 |
| 2011 | Their Rooms "Our Story" | — | — | Erstveröffentlichung: 15. Januar 2011 Verkäufe KR: + 200.000   |

### Livealben
- 2011: Thanksgiving Live in Dome

### Singles
| Jahr | Titel Album                          | Höchstplatzierung, Gesamtwochen, AuszeichnungChartplatzierungen (Jahr, Titel, Album, Platzierungen, Wochen, Auszeichnungen, Anmerkungen) | Höchstplatzierung, Gesamtwochen, AuszeichnungChartplatzierungen (Jahr, Titel, Album, Platzierungen, Wochen, Auszeichnungen, Anmerkungen) | Anmerkungen                                                  |
| Jahr | Titel Album                          | KR | JP | Anmerkungen                                                  |
| ---- | ------------------------------------ | --- | --- | ------------------------------------------------------------ |
| 2010 | Ayyy Girl The Beginning              | KR19 (3 Wo.)KR | — | Erstveröffentlichung: 2010 feat. Kanye West, Malik Yusef     |
| 2010 | Empty The Beginning                  | KR40 (2 Wo.)KR | — | Erstveröffentlichung: 2010                                   |
| 2011 | Get Out In Heaven                    | KR9 (7 Wo.)KR | — | Erstveröffentlichung: 2011 Verkäufe KR: + 1.252.732          |
| 2011 | In Heaven                            | KR6 (5 Wo.)KR | — | Erstveröffentlichung: 2011 Verkäufe KR: + 1.208.645          |
| 2013 | Only One 2014 Incheon Asiad (Single) | KR87 (1 Wo.)KR | — | Erstveröffentlichung: 2013                                   |
| 2014 | Back Seat Just Us                    | KR6 (3 Wo.)KR | — | Erstveröffentlichung: 2014 Verkäufe KR: + 436.437            |
| 2015 | Wake Me Tonight –                    | — | JP2 (12 Wo.)JP | Erstveröffentlichung: 21. Januar 2015 Verkäufe JP: + 155.271 |

### Videoalben
| Jahr | Titel                           | Höchstplatzierung, Gesamtwochen, AuszeichnungChartplatzierungen (Jahr, Titel, Platzierungen, Wochen, Auszeichnungen, Anmerkungen) | Höchstplatzierung, Gesamtwochen, AuszeichnungChartplatzierungen (Jahr, Titel, Platzierungen, Wochen, Auszeichnungen, Anmerkungen) | Anmerkungen                                                    |
| Jahr | Titel                           | KR | JP | Anmerkungen                                                    |
| ---- | ------------------------------- | --- | --- | -------------------------------------------------------------- |
| 2010 | 3hree Voices                    | — | JP2 (8 Wo.)JP | Erstveröffentlichung: 28. Juli 2010 Verkäufe JP: + 65.000      |
| 2010 | Thanksgiving Live In Dome       | — | JP1 Gold · (10 Wo.)JP | Erstveröffentlichung: 8. September 2010 Verkäufe JP: + 140.000 |
| 2011 | Memories in 2010                | — | — | Erstveröffentlichung: 2. März 2011                             |
| 2011 | 3hree Voices II                 | — | — | Erstveröffentlichung: 11. Mai 2011                             |
| 2011 | Come On Over                    | — | — | Erstveröffentlichung: Dezember 2011                            |
| 2011 | Worldwide Concert In Seoul      | — | — | Erstveröffentlichung: 23. Dezember 2011                        |
| 2012 | JYJ Unforgettable Live in Japan | — | — | Erstveröffentlichung: Januar 2013                              |

## Auszeichnungen
2011 gewannen sie bei den So-Loved Awards (European K-Pop Awards) drei Awards – Best Male Group, Best Music Video und Best Album.